# Parafia Matki Boskiej Fatimskiej w Nowogardzie
Parafia pod wezwaniem Matki Bożej Fatimskiej w Nowogardzie – parafia należąca dekanatu Nowogard, archidiecezji szczecińsko-kamieńskiej, metropolii szczecińsko-kamieńskiej. Jedna z parafii rzymskokatolickich w Nowogardzie, Kościół parafialny pw. Matki Bożej Fatimskiej został wybudowany w latach 2006–2008. Mieści się przy ulicy Generała Józefa Bema.